# Dee River (Derwent River)
Der Dee River (oder auch River Dee) ist ein Fluss im Zentrum des australischen Bundesstaates Tasmanien.

## Geografie

### Flusslauf
Der fast 33 Kilometer lange Dee River entsteht in der Dee Lagoon in den Mud Hills östlich von Brontë aus dem Jacksons Creek und dem Mentmore Creek. Von dort fließt er nach Süden, unterquert östlich des Chapmans Hill den Lyell Highway und mündet etwa drei Kilometer südwestlich der Siedlung Ouse in den Derwent River.

### Nebenflüsse mit Mündungshöhen
- Jacksons Creek – 657 m
- Mentmore Creek – 657 m
- Duck Rivulet – 347 m[1]

### Durchflossene Seen
- Dee Lagoon – 657 m[1]